# قره جه باشا
قره جه بك، قره جه پاشا (بالتركية: Karaca Bey, Karaca Paşa)(باللغة العثمانية: قره جه پاشا) أو داييِ قره جه بك (بالتركية: Dayı Karaca Bey) (وفاة: 1456م)، ويُنطق «كاراجا باشا» أو «قراجه باشا»، المولود في بورصة، وكان له دور مهم في تحقيق النصر بموقفه أثناء معركة فارنا عام 1444م في عهد السلطان مراد الثاني، كما كان بكلربك الروملي في عهد السلطان محمد الفاتح ولعب دورًا في فتح القسطنطينية عام 1453م.  تُوفي في معركة حصار بلغراد عام 1456م/866هـ.

## لقبه
كان لقبه «داي» (بالتركية: Dayı) ومعناه «خال» باللغة التركية نظرًا لكون أخته زوجةً للسلطان محمد الفاتح وأنجبت له الأمير «علاء الدين»، وكان مع الأمير علاء الدين أثناء ولايته لأماسيا. ذاعت شهرته في معركة ڤارنا في عهد السلطان مراد الثاني والد السلطان محمد الفاتح.

## وفاته
توفي أثناء حصار بلغراد عام 1456م تحت قيادة السلطان محمد الفاتح.
أثناء حصار بلغراد وبعد الهجوم المفاجئ على العثمانيين، تراجع العدو إلى بلغراد بحلول المساء مخلفًا أكثر من عشرة آلاف قتيل. عندما سأل عنه سلطان محمد الفاتح وقال: لماذا لم يحضر قره جه پاشا وحسن آغا قبلي؟ رد أحد الباشوات ونقل نبأ استشهادهما أثناء دخولهما القلعة. 
بينما كان قره جه پاشا يأخذ أنفاسه الأخيرة عند وفاته قال: «أخبر سلطاني بأنني أبذل حياتي من أجل دولتي ومن أجله، وِفقًا لأمر الله تعالى». 

## في الثقافة الشعبية
سُميت منطقة «قره جه بك» (بالتركية: Karacabey) في مدينة بورصة باسمه.